# Изабела Португалска (1503–1539)
Изабела Португалска (23 октомври 1503 – 1 май 1539), е португалска инфанта – дъщеря на крал Мануел I и кралица Мария Арагонска. Чрез брака си с Карл V Изабела е също императрица на Свещената Римска империя и кралица на Арагон и Кастилия.

## Произход
Изабела е второто дете и по-голямата дъщеря на Мануел I и втората му съпруга инфанта Мария Кастилска и Арагонска. Тя е наречена по името на нейната баба по майчина линия Изабела I Кастилска и нейната леля Изабела, принцеса на Астурия, която е първата съпруга на баща ѝ.
По бащина линия тя е внучка на инфант Фердинанд (херцог на Визеу, вторият син на крал Дуарте и брат на Афонсу V) и на инфанта Беатриче, дъщеря на инфант Жуау Португалски (брат на крал Дуарте). По майчина линия е внучка на Изабела I Кастилска и на Фердинанд II Арагонски.

## Биография

### Ранни години
Изабела е втора поред претендентка за престола до раждането на нейния брат Луис през 1505. Тя се омъжва за първия си братовчед Карл V, син на Хуана Кастилска и Филип Хубави, херцог на Бургундия, който в качеството си на свещен римски император, крал на Арагон и Кастилия, архихерцог на Хабсбургските владения, титулярен херцог на Бургундия и владетел на Нидерландия и Испанската империя в Америките и Средиземноморието и Италия, е един от най-могъщите владетели на своето време.

### Брак
През 1521 г. баща ѝ умира и брат ѝ заема престола като крал Жуау III. Брачните преговори между Португалия и Испания започват почти незабавно. Уговорено е новият крал да се ожени за Катерина фон Хабсбург, по-малката сестра на Карл V. Бракът между Карл и Изабел става факт само след три години чрез пълномощно през 1525. Инфантата пътува до Севиля, където сватбата става факт на 10 март 1526. Заедно с Изабела пристига и огромна зестра за испанските финанси. Въпреки че това е брак с политически подтекст, той се оказва доста сполучлив. Изворите разказват, че по време на медения си месец, "когато [Карл и Изабела] са заедно, въпреки че наоколо има много хора, те не забелязват никой друг; говорят си и се смеят и нищо друго не ги безпокои."
Изабела се доказва като компетентна съпруга; тя поема ролята на регент на Испания по време на отсъствията на съпруга ѝ между 1529 – 1532 и 1535 – 1539. Тя се откроява със своята интелигентност и красота.

### Смърт
Изабела умира през 1539 г. след раждането на шестото ѝ дете. Императорът отсъства по това време и нейната преждевременна смърт го разстройва дълбоко и той никога не се жени повторно. Ходи облечен в черно до края на живота си.
През 1547 г. благородникът Франческо Борджа пренася тялото ѝ до нейния гроб в Гранада. Говори се, че когато той вижда ефекта от смъртта върху красивата императрица, решава „никога повече да не слугува на смъртен господар“, като по-късно става католически светец.
През 1580 г., повече от 40 години след смъртта ѝ, нейният син Филип наследява португалския трон, претендирайки за наследствените права на своята майка.

## Брак и потомство
∞ 10 март 1526 за Карл V (* 24 февруари 1500, Гент; † 21 септември 1558, Куакос де Юсте), император на Свещената Римска империя от 1519 до неговата абдикация през 1556 г., от когото има трима сина и две дъщери:
- Филип II Испански (* 21 май 1527, Валядолид; † 13 септември 1598, Сан Лоренцо де Ел Ескориал), крал на Испания и Португалия; ∞ 1. 1543 за Мария Мануела д'Авиз (* 1527, † 1545), от която има един син 2. 1554 за Мария I Тюдор (* 18 февруари 1516, Гринуич, † 17 ноември 1558, Лондон), от коятпо няма деца 3. 1559 за принцеса Елизабет дьо Валоа (* 2 април 1545, Фонтенбло; † 3 октомври 1568, Мадрид), от която има пет дъщери 4. за племенницата си Анна Австрийска (* 1 ноември 1549, Сигалес; † 26 октомври 1580, Бадахос), от която има четири дъщери и един син
- Мария Испанска (* 21 юни 1528, Мадрид; † 26 февруари 1603, Вила Монте), чрез брак императрица на Свещената римска империя; ∞ за братовчед си Максимилиан II (* 31 юли 1527, Виена, † 12 октомври 1576, Регенсбург), крал на Бохемия, крал на Унгария, крал на Хърватия и император на Свещената Римска империя (1564 – 1576), от когото има шестнадесет деца
- Фердинанд (* /† 1530)
- Хуана Австрийска (* 24 юни 1535, Мадрид; † 7 септември 1573, Ескориал), ∞ 1552 за 1-вия си братовчед принц Жуау Мануел д'Авиз, от когото има крал Себащияу I Португалски.
- Хуан (* / † 1539)

- Филип II Испански
 худ. Антонио Моро
- Мария Испанска
- Хуана Австрийска